# Lista över priser och nomineringar för Star Trek: The Next Generation
Star Trek: The Next Generation är en amerikansk science fiction TV-serie som sändes mellan september 1987 och maj 1994. Den vann och blev nominerad till en rad olika utmärkelser, däribland sju Emmy Award-nomineringar för den första säsongen samt ytterligare åtta för dess andra säsong. Det skulle gå på att bli nominerad totalt 58 gånger, varav den vann totalt nitton priser. Endast en av dessa nomineringar var inte för en Creative Arts Emmy, vilket var nomineringen i kategorin Outstanding Drama Series för seriens sjunde säsong.
Skådespelaren Wil Wheaton nominerades vid tre tillfällen för en Youth in Film Award, som han vann år 1989. Ytterligare nomineringar mottogs av gästskådespelarna Kimberly Cullum och Gabriel Damon vid 1995 års Youth in Film Awards. Den enda andra nomineringen som erhölls av en enskild skådespelare var Screen Actors Guild Award som Patrick Stewart fick för Outstanding Performance by a Male Actor in a Drama Series år 1995.
Från och med den 1 januari 2013, har Star Trek: The Next Generation nominerats för 85 olika priser eller utmärkelser, där den vunnit 31 stycken. Trots att serien avslutades år 1994, har den fortsatt att vinna priser i samband med speciella erkännanden av serien, och för utgivningen på DVD. I denna lista, refererar "år" till det år som priset presenterades för vinnaren.

## ASCAP Film and Television Music Awards
| År   | Kategori      | Nominerad(e)    | Resultat |
| ---- | ------------- | --------------- | -------- |
| 1995 | Top TV Series | Jay Chattaway   | Vann     |
| 1995 | Top TV Series | Dennis McCarthy | Vann     |

## BSFA Awards
British Science Fiction Association Awards har delats ut sedan 1970 av British Science Fiction Association. Star Trek: The Next Generation nominerades vid två tillfällen i kategorin Best Dramatic Presentation.
| År   | Kategori                   | Resultat  |
| ---- | -------------------------- | --------- |
| 1991 | Best Dramatic Presentation | Nominerad |
| 1992 | Best Dramatic Presentation | Nominerad |

## Cinema Audio Society Awards
Cinema Audio Society Awards delades för första gången ut år 1995. Star Trek: The Next Generation nominerades två gånger under de första två åren, där den vann en.
| År   | Kategori                                                        | Nominerad(e)                                               | Avsnitt          | Resultat  |
| ---- | --------------------------------------------------------------- | ---------------------------------------------------------- | ---------------- | --------- |
| 1994 | Outstanding Achievement in Sound Mixing for Television          | Chris Haire, Doug Davey, Richard L. Morrison, Alan Bernard | "Genesis"        | Nominerad |
| 1995 | Outstanding Achievement in Sound Mixing for a Television Series | Chris Haire, Doug Davey, Richard L. Morrison, Alan Bernard | "Descent, del I" | Vann      |

## Emmy Awards
Emmy Award är ett TV-pris som motsvarar filmpriset Oscar. Star Trek: The Next Generation nominerades för en Primetime Emmy Award, samt ytterligare 57 stycken i kategorin Creative Arts Emmys, där den vann nitton stycken.

### Primetime Emmy Awards
| År   | Kategori                 | Nominerad(e) | Resultat  |
| ---- | ------------------------ | --- | --------- |
| 1994 | Outstanding Drama Series | Rick Berman, Michael Piller, Jeri Taylor, David Livingston, Peter Lauritson, Merri D. Howard, Ronald D. Moore, Wendy Neuss, Brannon Braga | Nominerad |

### Creative Arts Emmy Awards
| År   | Kategori                                                                              | Nominerad(e) | Avsnitt                            | Resultat  |
| ---- | ------------------------------------------------------------------------------------- | --- | ---------------------------------- | --------- |
| 1988 | Outstanding Achievement in Makeup for a Series                                        | Werner Keppler, Michael Westmore, Gerald Quist | "Conspiracy"                       | Vann      |
| 1988 | Outstanding Costume Design for a Series                                               | William Ware Theiss | "The Big Goodbye"                  | Vann      |
| 1988 | Outstanding Sound Editing for a Series                                                | Bill Wistrom, Wilson Dyer, Mace Matiosian, James Wolvington, Gerry Sackman, Keith Bilderbeck                                                         | "11001001"                         | Vann      |
| 1988 | Outstanding Achievement in Hairstyling for a Series                                   | Richard Sabre | "Haven"                            | Nominerad |
| 1988 | Outstanding Achievement in Makeup for a Series                                        | Michael Westmore, Werner Keppler, Gerald Quist, Rolf John Keppler                                                                                    | "Coming of Age"                    | Nominerad |
| 1988 | Outstanding Cinematography for a Series                                               | Edward R. Brown | "The Big Goodbye"                  | Nominerad |
| 1988 | Outstanding Sound Mixing for a Drama Series                                           | Chris Haire, Doug Davey, Jerry Clemans, Alan Bernard                                                                                                 | "Where No One Has Gone Before"     | Nominerad |
| 1989 | Outstanding Sound Editing for a Series                                                | Bill Wistrom, James Wolvington, Mace Matiosian, Wilson Dyer, Guy Tsujimoto, Gerry Sackman                                                            | "Q Who"                            | Vann      |
| 1989 | Outstanding Sound Mixing for a Drama Series                                           | Chris Haire, Doug Davey, Richard L. Morrison, Alan Bernard                                                                                           | "Q Who"                            | Vann      |
| 1989 | Outstanding Achievement in Hairstyling for a Series                                   | Richard Sabre, Georgina Williams | "Unnatural Selection"              | Nominerad |
| 1989 | Outstanding Achievement in Makeup for a Series                                        | Michael Westmore, Gerald Quist, Janna Phillips | "A Matter of Honor"                | Nominerad |
| 1989 | Outstanding Achievement in Music Composition for a Series                             | Dennis McCarthy | "The Child"                        | Nominerad |
| 1989 | Outstanding Achievement in Special Visual Effects                                     | Dan Curry, Ronald B. Moore, Peter W. Moyer, Steve Price                                                                                              | "Q Who"                            | Nominerad |
| 1989 | Outstanding Art Direction for a Series                                                | Richard D. James, Jim Mees | "Elementary, Dear Data"            | Nominerad |
| 1989 | Outstanding Costume Design for a Series                                               | Durinda Wood, William Ware Theiss | "Elementary, Dear Data"            | Nominerad |
| 1990 | Outstanding Achievement in Makeup for a Series                                        | Michael Westmore, Gerald Quist, June Westmore, Hank Edds, Doug Drexler, John Caglione Jr., Ron Walters                                               | "Allegiance"                       | Nominerad |
| 1990 | Outstanding Achievement in Music Composition for a Series                             | Dennis McCarthy | "Yesterday's Enterprise"           | Nominerad |
| 1990 | Outstanding Achievement in Special Visual Effects                                     | Dan Curry, Ronald B. Moore, Peter W. Moyer, Steve Price, Don Lee                                                                                     | "Déjà Q"                           | Nominerad |
| 1990 | Outstanding Achievement in Special Visual Effects                                     | Robert Legato, Gary Hutzel, Steve Price, Don Greenberg, Erik Nash, Don Lee, Michael Okuda                                                            | "Tin Man"                          | Nominerad |
| 1990 | Outstanding Editing for a Series – Single Camera Production                           | Robert Lederman | "Deja Q"                           | Nominerad |
| 1990 | Outstanding Sound Mixing for a Drama Series                                           | Alan Bernard, Doug Davey, Richard L. Morrison, Chris Haire                                                                                           | "Yesterday's Enterprise"           | Nominerad |
| 1990 | Outstanding Achievement in Hairstyling for a Series                                   | Vivian McAteer, Barbara Lampson, Rita Bellissimo | "Hollow Pursuits"                  | Nominerad |
| 1990 | Outstanding Art Direction for a Series                                                | Richard D. James, Jim Mees | "Sins of the Father"               | Vann      |
| 1990 | Outstanding Sound Editing for a Series                                                | Bill Wistrom, James Wolvington, Mace Matiosian, Wilson Dyer, Rick Freeman, Gerry Sackman                                                             | "Yesterday's Enterprise"           | Vann      |
| 1991 | Outstanding Sound Editing for a Series                                                | Bill Wistrom, James Wolvington, Mace Matiosian, Wilson Dyer, Masanobu 'Tomi' Tomita, Dan Yale, Gerry Sackman                                         | "The Best of Both Worlds, Part II" | Vann      |
| 1991 | Outstanding Sound Mixing for a Drama Series                                           | Alan Bernard, Doug Davey, Chris Haire, Richard L. Morrison                                                                                           | "The Best of Both Worlds, Part II" | Vann      |
| 1991 | Outstanding Achievement in Makeup for a Series                                        | Michael Westmore, Abston Haymore June, Gerald Quist, Michael Mills                                                                                   | "Brothers"                         | Nominerad |
| 1991 | Outstanding Achievement in Makeup for a Series                                        | Michael Westmore, Gerald Quist, Abston Haymore June, Ed French, Jill Rockow, Gilbert A. Mosko                                                        | "Identity Crisis"                  | Nominerad |
| 1991 | Outstanding Achievement in Music Composition for a Series                             | Dennis McCarthy | "Half a Life"                      | Nominerad |
| 1991 | Outstanding Achievement in Special Visual Effects                                     | Gary Hutzel, Robert Legato, David Takemura, Michael Okuda, Don Greenberg, Erik Nash, Steve Price, Syd Dutton, Robert Stromberg, Bill Taylor, Don Lee | "The Best of Both Worlds, Part II" | Nominerad |
| 1991 | Outstanding Achievement in Special Visual Effects                                     | Robert Legato, Gary Hutzel, David Takemura, Patrick Clancey, Steve Price, Michael Okuda, Erik Nash, Syd Dutton, Bill Taylor, Don Lee                 | "The Best of Both Worlds, Part II" | Nominerad |
| 1991 | Outstanding Art Direction for a Series                                                | Richard D. James, Jim Mees | "The Best of Both Worlds, Part II" | Nominerad |
| 1991 | Outstanding Cinematography for a Series                                               | Marvin V. Rush | "Family"                           | Nominerad |
| 1991 | Outstanding Costume Design for a Series                                               | Robert Blackman | "Devil's Due"                      | Nominerad |
| 1992 | Outstanding Individual Achievement in Costume Design for a Series                     | Robert Blackman | "Cost of Living"                   | Vann      |
| 1992 | Outstanding Individual Achievement in Makeup for a Series                             | Michael Westmore, Gerald Quist, Ron Walters, Jane Haymore, Bob Scribner, Ken Diaz, Karen Westerfield, Richard Snell, Tania McComas                   | "Cost of Living"                   | Vann      |
| 1992 | Outstanding Individual Achievement in Special Visual Effects                          | Dan Curry, Ronald B. Moore, David Takemura, Erik Nash, Don Lee, Peter Sternlicht, Adam Howard, Syd Dutton, Robert Stromberg                          | "A Matter of Time"                 | Vann      |
| 1992 | Outstanding Individual Achievement in Special Visual Effects                          | Robert Legato, Gary Hutzel, David Takemura, Patrick Clancey, Adrian Hurley, Adam Howard, Don Lee, Dennis Hoerter                                     | "Conundrum"                        | Vann      |
| 1992 | Outstanding Individual Achievement in Art Direction for a Series                      | Richard D. James, Jim Mees | "Unification I"                    | Nominerad |
| 1992 | Outstanding Individual Achievement in Hairstyling for a Series                        | Joy Zapata, Patricia Miller | "Cost of Living"                   | Nominerad |
| 1992 | Outstanding Individual Achievement in Music Composition for a Series                  | Dennis McCarthy | "Unification I"                    | Nominerad |
| 1992 | Outstanding Individual Achievement in Sound Editing for a Series                      | Bill Wistrom, James Wolvington, Wilson Dyer, Masanobu 'Tomi' Tomita, Dan Yale, Gerry Sackman                                                         | "Power Play"                       | Nominerad |
| 1992 | Outstanding Individual Achievement in Sound Mixing for a Drama Series                 | Alan Bernard, Chris Haire, Richard L. Morrison, Doug Davey                                                                                           | "The Next Phase"                   | Vann      |
| 1993 | Outstanding Individual Achievement in Costume Design for a Series                     | Robert Blackman | "Time's Arrow, Part II"            | Vann      |
| 1993 | Outstanding Individual Achievement in Hairstyling for a Series                        | Joy Zapata, Candace Neal, Patricia Miller, Laura Connolly, Richard Sabre, Julia L. Walker, Josée Normand                                             | "Time's Arrow, Part II"            | Vann      |
| 1993 | Outstanding Individual Achievement in Sound Mixing for a Drama Series                 | Alan Bernard, Doug Davey, Richard L. Morrison, Chris Haire                                                                                           | "A Fistful of Datas"               | Vann      |
| 1993 | Outstanding Individual Achievement in Makeup for a Series                             | Michael Westmore, Gerald Quist, Abston Haymore June, Karen Westerfield, Jill Rockow, Doug Drexler                                                    | "The Inner Light"                  | Nominerad |
| 1993 | Outstanding Individual Achievement in Sound Editing for a Series                      | Bill Wistrom, James Wolvington, Miguel Rivera, Masanobu 'Tomi' Tomita, Guy Tsujimoto, Jeff Gersh, Dan Yale, Gerry Sackman                            | "Time's Arrow, Part II"            | Nominerad |
| 1994 | Outstanding Individual Achievement in Sound Mixing for a Drama Series                 | Alan Bernard, Chris Haire, Richard L. Morrison, Doug Davey                                                                                           | "Genesis"                          | Vann      |
| 1994 | Outstanding Individual Achievement in Special Visual Effects                          | Dan Curry, David Stipes, Michael Backauskas, Scott Rader, Adam Howard, Erik Nash                                                                     | "All Good Things..."               | Vann      |
| 1994 | Outstanding Individual Achievement in Art Direction for a Series                      | Richard D. James, Andrew Neskoromny, Jim Mees | "Thine Own Self"                   | Nominerad |
| 1994 | Outstanding Individual Achievement in Costume Design for a Series                     | Robert Blackman, Abram Waterhouse | "All Good Things..."               | Nominerad |
| 1994 | Outstanding Individual Achievement in Editing for a Series – Single Camera Production | Daryl Baskin, J.P. Farrell, David Ramirez | "All Good Things..."               | Nominerad |
| 1994 | Outstanding Individual Achievement in Hairstyling for a Series                        | Joy Zapata, Patricia Miller, Laura Connolly, Carolyn Elias, Don Sheldon, Susan Zietlow-Maust                                                         | "Firstborn"                        | Nominerad |
| 1994 | Outstanding Individual Achievement in Makeup for a Series                             | June Westmore, Michael Westmore, Gilbert A. Mosko, Debbie Zoller, Tina Hoffman, David Quashnick, Mike Smithson, Hank Edds, Kevin Haney, Michael Key  | "Genesis"                          | Nominerad |
| 1994 | Outstanding Individual Achievement in Music Composition for a Series                  | Dennis McCarthy | "All Good Things..."               | Nominerad |
| 1994 | Outstanding Individual Achievement in Sound Editing for a Series                      | Mace Matiosian, Ruth Adelman, Miguel Rivera, Masanobu 'Tomi' Tomit, Guy Tsujimoto, Jeff Gersh, Gerry Sackman, Jerry Trent, Audrey Trent              | "Genesis"                          | Nominerad |

## Hugo Awards
Hugo Awards delades för första gången ut år 1952 och gick under namnet Science Fiction Achievement Awards fram till 1992. Avsnitt ur The Next Generation nominerades vid tre tillfällen, där den vann priset två gånger.
| År   | Kategori                   | Avsnitt                 | Resultat  |
| ---- | -------------------------- | ----------------------- | --------- |
| 1988 | Best Dramatic Presentation | "Encounter at Farpoint" | Nominerad |
| 1993 | Best Dramatic Presentation | "The Inner Light"       | Vann      |
| 1995 | Best Dramatic Presentation | "All Good Things..."    | Vann      |

## Saturn Awards
Saturn Award, som har delats ut sedan 1972, är en återkommande utmärkelse som presenteras av Academy of Science Fiction, Fantasy & Horror Films för att hedra science fiction och fantasy-filmer samt TV-serier. Star Trek: The Next Generation har nominerats i sju kategorier och har vunnit tre av dem. Den tilldelades även en Special Recognition Award för arbetet på samtliga Star Trek-serier år 2005, samt ytterligare ett pris för utgivningen av de två första säsongerna på Blu-ray år 2013.
| År   | Kategori                                             | Resultat  |
| ---- | ---------------------------------------------------- | --------- |
| 1988 | Best Television Series                               | Vann      |
| 1991 | Best Television Series                               | Vann      |
| 1992 | Best Television Series                               | Nominerad |
| 1993 | Best Television Series                               | Nominerad |
| 1994 | Best Television Series                               | Nominerad |
| 1995 | Best Television Series                               | Nominerad |
| 2002 | Best DVD TV Programming Release                      | Vann      |
| 2005 | Special Recognition Award to the Star Trek TV series | Vann      |
| 2013 | Best DVD/Blu-ray TV Series Release                   | Vann      |

## Youth in Film Awards
Youth in Film Awards delades för första gången ut år 1979. Huvudrollsinnehavaren Wil Wheaton nominerades vid tre tillfällen och vann två av dem. Ytterligare två nomineringar fick serien 1995 för gästskådespelarna Kimberly Cullum och Gabriel Damon.
| År   | Kategori                                               | Nominerad(e)    | Resultat  |
| ---- | ------------------------------------------------------ | --------------- | --------- |
| 1988 | Best Young Actor Starring in a Television Drama Series | Wil Wheaton     | Nominerad |
| 1989 | Best Young Actor in a Family Syndicated Show           | Wil Wheaton     | Vann      |
| 1989 | Best Syndicated Family Drama or Comedy                 |                 | Vann      |
| 1990 | Best Young Actor in an Off-Primetime Family Series     | Wil Wheaton     | Nominerad |
| 1990 | Best Off-Prime Time Family Series                      |                 | Nominerad |
| 1995 | Best Performance by a Youth Actress – TV Guest Star    | Kimberly Cullum | Nominerad |
| 1995 | Best Performance by a Youth Actor – TV Guest Star      | Gabriel Damon   | Nominerad |

## Andra utmärkelser
Star Trek: The Next Generation tilldelades en Peabody Award för avsnittet "The Big Goodbye". Peabody's styrelse såg serien som en ny standard i syndikerade tv och anges en utmaning för TV-branschen för att producera andra föreställningar i syndikering av samma kvalitet.
Rather than give in to the usual realities of "first-run" and produce a low budget, but profitable program, the producers chose instead to opt for the highest quality in writing, decor, acting, and, indeed, all facets of the production. In doing so, they have set a new standard of quality for first-run syndication and this is exemplified in the episode "The Big Goodbye."–The Peabody Board.
| År   | Pris                            | Kategori                                                  | Nominerad(e)         | Avsnitt                | Resultat  |
| ---- | ------------------------------- | --------------------------------------------------------- | -------------------- | ---------------------- | --------- |
| 1988 | George Foster Peabody Awards    |                                                           |                      | "The Big Goodbye"      | Hedrad    |
| 1990 | Writers Guild of America Awards | Best Episodic Drama                                       | Melinda M. Snodgrass | "The Measure of a Man" | Nominerad |
| 1995 | Screen Actors Guild Awards      | Outstanding Performance by a Male Actor in a Drama Series | Patrick Stewart      |                        | Nominerad |